# Adam Bednarek
Adam Bednarek (ur. 16 czerwca 1955 w Toruniu) – polski filolog, zajmujący się polonistyką i semantyką języka naturalnego.

## Życiorys
W 1974 roku ukończył II Liceum Ogólnokształcące w Toruniu. Następnie podjął studia z zakresu filologii polskiej na Uniwersytecie Mikołaja Kopernika w Toruniu, które ukończył w roku 1978. Osiem lat później obronił doktorat pt. Wykładniki leksykalne relacji quasi-ekwiwalencji we współczesnym języku polskim. Studium semantyczne. Habilitację uzyskał w 1995 roku, za rozprawę zatytułowaną Leksykalne wykładniki parametryzacji Świata. Studium semantyczne. W 2002 roku został profesorem UMK.
Jest członkiem Towarzystwa Naukowego w Toruniu i Polskiego Towarzystwa Językowego. W latach 1991–1992 pracował na Uniwersytecie w Oslo. Pełnił funkcję dziekana Wydziału Filologicznego UMK.

## Odznaczenia
- Nagroda Ministerstwa Nauki, Szkolnictwa Wyższego i Techniki (1987)